# Unione Sportiva Lucera Calcio
 (septembre 2018).
Si vous disposez d'ouvrages ou d'articles de référence ou si vous connaissez des sites web de qualité traitant du thème abordé ici, merci de compléter l'article en donnant les références utiles à sa vérifiabilité et en les liant à la section « Notes et références ».
 (septembre 2018).
Maillots
Le Lucera Calcio Sports Union, plus connu sous le nom de Lucera Calcio ou encore Il Lucera, est un club de football italien basé dans la ville de Lucera.
Au cours de son histoire, il a participé à neuf épreuves de Serie D et deux à la Lega Pro de Serie C. Le club est également apparu à plusieurs reprises dans le plus grand quotidien sportif italien, la Gazzetta dello Sport, qui a à plusieurs reprises accueilli l'équipe. Au cours de la saison 2018-2019, il joue dans le championnat de première catégorie.

## Histoire du club
Fondé en 1928 sous le nom de A.S. Lepore Calcio, le club a participé à quelques championnats de Serie C après la Seconde Guerre mondiale, puis a disputé plusieurs championnats de Serie D et inter-régionaux.
Le premier championnat de la Lucera Sports Union dont il y a des traces est celui de la saison 1946-1947, lorsque l'équipe participe au groupe B de Serie C (Lega Sud). L’équipe clôturera alors la saison à l’avant-dernière place, pour revenir aux championnats régionaux.
L'équipe biancoceleste revient à un championnat national à la fin de la saison 1978-1979, lorsque le Lucera remporte le groupe A du Championnat de promotion des Pugliese et arrive en Serie D, où il restera jusqu'à la saison 1986-1987, sous la direction du président Franco Apollo. À l'issue du Championnat d'excellence de 1992-1993, clôturé en dixième position, la compagnie du président Di Ianni travaille pour le repêchage au Championnat national amateur, puis officialisé par la Ligue : l'apparition de Lucera sera fugace et se terminera par la dernière place avec seulement dix points gagnés (c'est le dernier championnat national joué par le club).
Deux ans plus tard, l’équipe a été reléguée en Championnat de promotion, puis revient en Championnat d'excellence grâce au résultat du repêchage de la deuxième place du championnat 1998-1999. Le Lucera résiste au championnat régional pendant trois ans, avant la relégation du championnat 2001-2002. Après le changement de propriétaire qui a amené le club entre les mains du président Giovanni Pitta, le Lucera retourne en Championnat d'excellence lors de la saison 2004-2005, encore une fois grâce au résultat du repêchage de la troisième place du championnat précédent. Depuis lors, Lucera a toujours participé au Championnat d'excellence, participant deux fois aux séries éliminatoires (2007-2008 et 2008-2009) et remportant la Coupe d'Italie régionale et la Supercoppa Puglia (2005-2006).

## Identités et symboles
Dans tous les maillots utilisés par le club biancoceleste dans son histoire, il y a toujours un lion, symbole de la ville de Lucera.
L'hymne du club est Grande Lucera, écrit par Nicola Spallone.